# Пояна (Бреєшть, Ботошань)
Пояна (рум. Poiana) — село у повіті Ботошані в Румунії. Входить до складу комуни Бреєшть.
Село розташоване на відстані 379 км на північ від Бухареста, 21 км на північний захід від Ботошань, 116 км на північний захід від Ясс.

## Населення
За даними перепису населення 2002 року у селі проживали 508 осіб, усі — румуни. Усі жителі села рідною мовою назвали румунську.